# Henrik Meister
Henrik Wendel Meister (* 17. November 2003) ist ein dänischer Fußballspieler. Der Mittelstürmer steht in Italien beim Pisa Sporting Club unter Vertrag. Zudem ist Meister auch dänischer U20-Nationalspieler.

## Karriere im Vereinsfußball
Henrik Meister, dessen Mutter aus Kamerun stammt, hatte als Jugendlicher größtenteils nie eine Ausbildung in einer Akademie genossen, sondern spielte bis Sommer 2021 bei BK Skjold und bei B 1903 Kopenhagen, bevor er zum Drittligisten Frederiksberg Alliancen 2000 wechselte. Dort blieb er lediglich etwa über ein halbes Jahr und unterschrieb dann im Februar 2022 beim Zweitligisten Fremad Amager einen Vertrag mit einer Laufzeit von einem halben Jahr. Der Vertrag von Meister wurde im Mai 2022 bis Sommer 2025 verlängert. In Frederiksberg, einer Gemeinde, die komplett vom Kopenhagener Stadtgebiet umschlossen ist, kam er regelmäßig zum Einsatz, war aber nur selten in der Startelf. Beim Zweitligisten auf der Insel Amager, wo ein Teil des Kopenhagener Stadtgebietes liegt, spielte Henrik Meister gleichfalls oft. Mit Fremad Amager musste er in die Abstiegsrunde, in der der Klassenerhalt allerdings geschafft werden konnte, zudem spielte er auch in einigen Partien der A-Jugend des Zweitligisten. In der neuen Saison war Meister dann Stammspieler, wurde aber häufig durch Verletzungen ausgebremst. Meister schoss fünf Tore, dennoch musste sein Verein in die dritte Liga absteigen.
Im Juli 2023 zog es ihn nach Norwegen zu Sarpsborg 08, wo er einen Vertrag bis zur Saison 2026 erhielt. Den Großteil der Saison verpasste Henrik Meister aufgrund einer Verletzung. In der Saison 2024 war er Stammspieler als Mittelstürmer und schoss acht Tore. Er wechselte dann im August 2024 für eine „Rekordsumme“ nach Frankreich in die Ligue 1 zu Stade Rennes. In der Hinrunde der Saison 2024/25 kam Meister zunächst zu vier Einsätzen in der Ligue 1, anschließend blieb er jedoch ohne weitere Einsätze. Im Januar 2025 wechselte er leihweise bis Ende Dezember 2025 zum Pisa Sporting Club in die Serie B. Bis zum Saisonende 2024/25 kam er in 15 Spielen, davon sieben in der Startelf, zum Einsatz. Nach dem Aufstieg in die Serie A gab Pisa im August 2025 bekannt, Meister fest bis 2028 verpflichtet zu haben.

## Laufbahn im Nationalmannschaftsfußball
Henrik Meister wurde am 28. August 2024 vom dänischen U20-Nationaltrainer Mark Strudal für zwei Testspiele gegen Schweden nominiert. Am 7. September 2024 gab er beim 1:0-Sieg in Hörby sein Debüt für die U20, drei Tage später gelang ihm beim mit 4:1 gewonnenen zweiten Spiel gegen die Gastgeber sein erstes Tor.